# Галерија грбова Сан Марина
Галерија грбова Републике Сан Марино обухвата актуелни Грб Сан Марина и грбове општина Сан Марина.

## Актуелни Грб Сан Марина
- Грб Сан Марина

## Грбови општина Сан Марина
- Грб општине Аквавиве
- Грб општине Борго Мађореа
- Грб општине Домањаноа
- Грб општине Кјезануова
- Грб општине Монтеђардино
- Грб општине Сан Марина
- Грб општине Серавалеа
- Грб општине Фаетаноа
- Грб општине Фјорентиноа